# ديف يونغ
ديف يونغ هو عازف باس كندي، ولد في 29 يناير 1940 في وينيبيغ في كندا.

## وصلات خارجية
- ديف يونغ على موقع IMDb (الإنجليزية)
- ديف يونغ على موقع ميوزك برينز (الإنجليزية)
- ديف يونغ على موقع أول ميوزيك (الإنجليزية)
- ديف يونغ على موقع ديسكوغز (الإنجليزية)